# 酪農家集団AB-MOBIT
酪農家集団AB-MOBITは、北海道根室市の農村活性のため酪農家により組織された団体名称である。ABは厚床（あっとこ）、別当賀（べっとが・べっとうが）間の地域の頭文字を、MOBITは団体を創設した村島（M）、小笠原（O）、馬場（B）、伊藤（I）、富岡（T）の各牧場の頭文字をとり、mobileとbitから根室の中で活動する機動的な小片（各牧場）を表している。なお、消費者金融のモビット（mobit）と英文が同一であるが全く無関係である。

## 活動内容
営利を目的としておらず、「農村と牧場の持つすばらしい景観と安らぎの空間を、都市住民との共通の貴重な財産として楽しみはぐくみ、また、消費者の牧場体験や牧場散策、牛とのふれあい等により農業に対する相互理解と共通認識を深め、さらにはこれらの交流や関係各機関との連携を通して、地域への人材参入と自身の営農継続意欲の高揚を図り、ひいては地域の活性化と発展に寄与する」という理念を掲げている。また以下の方策を活動の柱としている。
- 牧場完結型の交流ではなく、各牧場をネットで結んだ地域型の交流とする。
- 本業の酪農に重点を置き、交流で得た情報を参考に生産基盤の維持、拡大を進める。
- 訪問者自ら楽しめる方法を模索する。
- 施設整備は、既存の建物や自然を生かしながら段階的に行う。

## 年表
- 2001年:
  - 十勝視察
  - 根室市農村拠点づくり研修会（根室産業クラスター創造研究会との共同研究）:牧場と農村の魅力を発見する作業と整備の方法について検討（第1回）、熱気球に乗り、空から冬の広大な農村の魅力と利用方法について検討（第2回）
  - 帯広畜産大学学生との交流:AB-MOBITについて検討
- 2002年:十年来使用されなかった明郷会館（旧和田村村長室）をプロジェクトハウスとして整備し、バルク風呂出来る
- 2002,2003年:牧場の散歩路（フットパス）の整備
  - 2001年の根室市農村拠点づくり研修会を受けて厚床周辺、フレシマ周辺、2築の基本計画策定（2002年）
  - ミニワークショップを開催し、森に入り空間の作り方を学習（2002年）
  - 根室フットパスワークショップにて厚床周辺の道の骨格が出来上がる（2002年）
- 2002,2003年:AB-MOBITサポーターズクラブを結成し小笠原牧場にそば農園を作り、種まきから打って食べるまでの一貫した体験メニューを模索
- 2003年:根室産業クラスター創造研究会と共に根室フットパスワークショップを開催
- 2006年:
  - 根室集落と市教委「食といのちを学ぶ推進支援事業」で協定締結し、AB-MOBIT各施設が体験学習支援施設になる
  - 第2回大地みらいフットパスウォークを開催
- 2007年:
  - 根室支庁、根室歩くスキーの会との協力により冬のフットパスウォークイベント開催
  - 「全国トレイルサミットin高島2007（滋賀県）」にパネリストとして参加
- 2008年:「洞爺湖サミット在日プレス・プレスツアー」で英国ほか9カ国18名をガイド
- 2009年:一般客を対象に、厚床・初田牛（はったうし）間約40kmのサイクリングイベント「ツールドモビット2009」を開催